# Андреева, Евгения Ивановна
Евге́ния Ива́новна Андре́ева - советский хозяйственный, государственный и политический деятель, Герой Социалистического Труда.

## Биография
Родилась в 1915 году.
С 1934 года - на хозяйственной, общественной и политической работе. В 1934-1966 гг. — участковый агроном Бондарской МТС, преподаватель в Ржаксинской районной колхозной школе, агроном Ржаксинского райсемхоза "Луч октября", заведующая Пичаевским и Мичуринским заготпунктами Госсортфонда, участковый агроном Сухо-Липовицкой МТС Покрово-Марфинского района, главный агроном Моршанской МТС, агроном Мичуринской машинно-тракторной станции, председатель сельхозартели имени Коминтерна Мичуринского района Тамбовской области.
Указом Президиума Верховного Совета СССР от 25 декабря 1959 года присвоено звание Героя Социалистического Труда с вручением ордена Ленина и золотой медали «Серп и Молот».
Избиралась депутатом Верховного Совета СССР 5-го и 6-го созывов.